# Kosí bratři a větrný kohout
Kosí bratři a větrný kohout je československý animovaný televizní seriál z roku 1982 poprvé vysílaný v rámci večerníčku v prosinci téhož roku. Jednalo se o volné pokračování seriálu Kosí bratři z roku 1980. Námět dodal Ludvík Středa, do scénáře zpracovala Jiřina Středová. Kameru obstarali Jaroslav Forman a Dana Olejníčková. V seriálu všechny postavy namluvil Stanislav Fišer. Režii vedl Garik Seko. Bylo natočeno 13 epizod, každá v délce cca 8 minut.

## Synopse
Hlavními postavami večerníčku jsou dva kosí bratři, Josef s modrou čepičku s bambulí a Václav s červenou kšiltovku. V této sérii získávají nového kamaráda, větrného kohouta Kamila a společně zažívají různá dobrodružství…

## Seznam dílů
1. Jak kohout všechno zachránil
2. Jak se kosové polepšili
3. Jak trucovaly telefony
4. Jak pomáhali v parku
5. Jak opravili hodiny
6. Jak si poradili s dešťovou vodou
7. Jak dělali zedníky
8. Jak zkrotili Artura
9. Jak si vyjeli na zájezd
10. Jak byl pekař na dovolené
11. Jak se ztratil cestář
12. Jak do města přijel cirkus
13. Jak přestěhovali dědu Dvořáčka

## Další tvůrci
- Animátor: Libuše Čihařová, Irena Jandová, Růžena Brožková, Anna Habartová, Jaroslava Zlesáková, Lucie Habartová, Věra Kudrnová, Věra Michlová, Jindra Bárta, Jaroslava Blagoevová, Zdenka Kocúrová, Ladislav Kouba, Kristina Vodičková
- Výtvarník: Ivo Šedivý